# 구갈로
구갈로(舊葛驛)는 경기도 용인시에서 녹십자사거리와 도현마을앞사거리를 잇는 약 1.3km의 도로명이다.

## 노선
- 녹십자사거리 (중부대로와 교차, 갈천로와 직결)
- 한성2차아파트 앞
- 구갈초교앞사거리
- 한양아파트사거리
- 구갈지구대사거리
- 도현마을아이파크아파트 앞
- 도현마을앞사거리 (기흥로와 교차)